# Stanley-Cup-Playoffs 1959
Die Playoffs um den Stanley Cup des Jahres 1959 begannen am 24. März 1959 und endeten am 18. April 1959 mit dem 4:1-Sieg der Canadiens de Montréal gegen die Toronto Maple Leafs. Die Canadiens errangen damit ihren insgesamt elften Titel sowie den vierten in Serie, womit sie einen neuen Rekord aufstellten, den sie allerdings im Folgejahr mit dem fünften Erfolg verbesserten. Zudem stellten sie in Person von Dickie Moore den Topscorer dieser post-season. Die Maple Leafs hingegen bestritten ihr erstes Endspiel seit 1951, in dem sie wiederum die Canadiens mit 4:1 besiegt hatten.

## Modus
Für die Playoffs qualifizierten sich die vier besten Teams der Liga. Im Halbfinale standen sich der Erste und der Dritte sowie der Zweite und der Vierte der Abschlusstabelle gegenüber. Die jeweiligen Sieger bestritten anschließend das Stanley-Cup-Finale.
Alle Serien wurden dabei im Best-of-Seven-Modus ausgetragen, das heißt, dass ein Team vier Siege zum Weiterkommen benötigte. Das höher gesetzte Team hatte dabei in den ersten beiden Spielen Heimrecht, die nächsten beiden das gegnerische Team. Sollte bis dahin kein Sieger aus der Runde hervorgegangen sein, wechselte das Heimrecht von Spiel zu Spiel. So hatte die höher gesetzte Mannschaft in den Spielen 1, 2, 5 und 7, also vier der maximal sieben Spiele, einen Heimvorteil.
Bei Spielen, die nach der regulären Spielzeit von 60 Minuten unentschieden blieben, folgte die Overtime. Sie endete durch das erste erzielte Tor (Sudden Death).

## Qualifizierte Teams
- (1) Canadiens de Montréal
- (2) Boston Bruins
- (3) Chicago Black Hawks
- (4) Toronto Maple Leafs

## Playoff-Baum
|  | Halbfinale | Halbfinale            | Halbfinale |  |  | Stanley-Cup-Finale | Stanley-Cup-Finale    | Stanley-Cup-Finale |
|  |            |                       |            |  |  |                    |                       |                    |
|  |            |                       |            |  |  |                    |                       |                    |
|  | 1          | Canadiens de Montréal | 4          |  |  |                    |                       |                    |
|  | 3          | Chicago Black Hawks   | 2          |  |  |                    |                       |                    |
|  |            |                       |            |  |  | 1                  | Canadiens de Montréal | 4                  |
|  |            |                       |            |  |  | 4                  | Toronto Maple Leafs   | 1                  |
|  | 2          | Boston Bruins         | 3          |  |  |                    |                       |                    |
|  | 4          | Toronto Maple Leafs   | 4          |  |  |                    |                       |                    |
|  |            |                       |            |  |  |                    |                       |                    |

## Halbfinale

### (1) Canadiens de Montréal – (3) Chicago Black Hawks
| 24. März 1959 | Canadiens de Montréal Claude Provost (10:46) Henri Richard (24:05) Marcel Bonin (39:23) Marcel Bonin (42:04) | 4:2 (1:1, 2:0, 1:1) Spielbericht Stand: 1:0 | Chicago Black Hawks Tod Sloan (16:34) Tod Sloan (43:26) | Forum de Montréal, Montréal, Québec |

| 26. März 1959 | Canadiens de Montréal Marcel Bonin (5:56) Bernie Geoffrion (12:01) Dickie Moore (12:48) Jean Béliveau (28:29) Marcel Bonin (37:06) | 5:1 (3:1, 2:0, 0:0) Spielbericht Stand: 2:0 | Chicago Black Hawks Eric Nesterenko (14:35) | Forum de Montréal, Montréal, Québec |

| 28. März 1959 | Chicago Black Hawks Al Arbour (11:17) Lorne Ferguson (13:15) Ed Litzenberger (36:44) Glen Skov (59:54) | 4:2 (2:0, 1:1, 1:1) Spielbericht Stand: 1:2 | Canadiens de Montréal Marcel Bonin (26:30) Henri Richard (48:48) | Chicago Stadium, Chicago, Illinois |

| 31. März 1959 | Chicago Black Hawks Bobby Hull (18:08) Lorne Ferguson (53:26) Glen Skov (59:49) | 3:1 (1:1, 0:0, 2:0) Spielbericht Stand: 2:2 | Canadiens de Montréal Marcel Bonin (4:33) | Chicago Stadium, Chicago, Illinois |

| 2. April 1959 | Canadiens de Montréal André Pronovost (1:34) Marcel Bonin (10:48) Claude Provost (14:35) Bernie Geoffrion (16:38) | 4:2 (4:0, 0:1, 0:1) Spielbericht Stand: 3:2 | Chicago Black Hawks Tod Sloan (23:00) Eric Nesterenko (45:11) | Forum de Montréal, Montréal, Québec |

| 4. April 1959 | Chicago Black Hawks Ted Lindsay (13:05) Ed Litzenberger (25:52) Ed Litzenberger (43:22) Ted Lindsay (54:32) | 4:5 (1:1, 1:2, 2:2) Spielbericht Stand: 2:4 | Canadiens de Montréal Doug Harvey (2:20) Dickie Moore (29:09) Claude Provost (30:22) Dickie Moore (53:18) Claude Provost (58:32) | Chicago Stadium, Chicago, Illinois |

### (2) Boston Bruins – (4) Toronto Maple Leafs
| 24. März 1959 | Boston Bruins Jerry Toppazzini (7:50) Leo Labine (30:53) Vic Stasiuk (31:53) Larry Leach (38:45) Don McKenney (46:18) | 5:1 (1:0, 3:1, 1:0) Spielbericht Stand: 1:0 | Toronto Maple Leafs Gerry Ehman (26:07) | Boston Garden, Boston, Massachusetts |

| 26. März 1959 | Boston Bruins Fleming Mackell (10:00) Fleming Mackell (12:14) Jean-Guy Gendron (55:59) Leo Labine (59:15) | 4:2 (2:1, 0:1, 2:0) Spielbericht Stand: 2:0 | Toronto Maple Leafs Dick Duff (15:45) Ron Stewart (28:09) | Boston Garden, Boston, Massachusetts |

| 28. März 1959 | Toronto Maple Leafs Bob Pulford (16:21) Gerry Ehman (57:08) Gerry Ehman (65:02) | 3:2 n. V. (1:1, 0:1, 1:0, 1:0) Spielbericht Stand: 1:2 | Boston Bruins Vic Stasiuk (2:43) Vic Stasiuk (37:34) | Maple Leaf Gardens, Toronto, Ontario |

| 31. März 1959 | Toronto Maple Leafs Gerry Ehman (6:58) Brian Cullen (42:46) Frank Mahovlich (71:21) | 3:2 n. V. (1:0, 0:0, 1:2, 1:0) Spielbericht Stand: 2:2 | Boston Bruins Jerry Toppazzini (42:02) Bronco Horvath (47:20) | Maple Leaf Gardens, Toronto, Ontario |

| 2. April 1959 | Boston Bruins Jerry Toppazzini (51:25) | 1:4 (0:1, 0:1, 1:2) Spielbericht Stand: 2:3 | Toronto Maple Leafs Bert Olmstead (9:26) Dick Duff (26:37) Frank Mahovlich (40:19) Bob Pulford (49:02) | Boston Garden, Boston, Massachusetts |

| 4. April 1959 | Toronto Maple Leafs Bert Olmstead (15:13) Frank Mahovlich (23:50) Gerry Ehman (42:55) Frank Mahovlich (47:37) | 4:5 (1:2, 1:2, 2:1) Spielbericht Stand: 3:3 | Boston Bruins Jerry Toppazzini (7:28) Don McKenney (9:34) Johnny Bucyk (29:57) Johnny Bucyk (37:19) Bronco Horvath (52:56) | Maple Leaf Gardens, Toronto, Ontario |

| 7. April 1959 | Boston Bruins Vic Stasiuk (1:11) Leo Boivin (34:33) | 2:3 (1:1, 1:0, 0:2) Spielbericht Stand: 3:4 | Toronto Maple Leafs Larry Regan (5:33) Bob Pulford (48:36) Gerry Ehman (57:27) | Boston Garden, Boston, Massachusetts |

## Stanley-Cup-Finale

### (1) Canadiens de Montréal – (4) Toronto Maple Leafs
| 9. April 1959 | Canadiens de Montréal Henri Richard (0:36) Ralph Backstrom (15:41) André Pronovost (36:28) Marcel Bonin (51:59) Dickie Moore (55:02) | 5:3 (2:2, 1:1, 2:0) Spielbericht Stand: 1:0 | Toronto Maple Leafs Dick Duff (4:53) Billy Harris (6:24) Ron Stewart (38:26) | Forum de Montréal, Montréal, Québec |

| 11. April 1959 | Canadiens de Montréal Tom Johnson (5:12) Claude Provost (45:02) Claude Provost (58:33) | 3:1 (1:0, 0:1, 2:0) Spielbericht Stand: 2:0 | Toronto Maple Leafs Ron Stewart (31:41) | Forum de Montréal, Montréal, Québec |

| 14. April 1959 | Toronto Maple Leafs Billy Harris (16:29) Bert Olmstead (37:11) Dick Duff (70:06) | 3:2 n. V. (1:1, 1:0, 0:1, 1:0) Spielbericht Stand: 1:2 | Canadiens de Montréal Marcel Bonin (17:31) Dickie Moore (41:30) | Maple Leaf Gardens, Toronto, Ontario |

| 16. April 1959 | Toronto Maple Leafs Billy Harris (43:45) Frank Mahovlich (58:36) | 2:3 (0:0, 0:0, 2:3) Spielbericht Stand: 1:3 | Canadiens de Montréal Ab McDonald (49:54) Ralph Backstrom (53:01) Bernie Geoffrion (55:56) | Maple Leaf Gardens, Toronto, Ontario |

| 18. April 1959 | Canadiens de Montréal Ralph Backstrom (4:13) Bernie Geoffrion (13:42) Tom Johnson (16:26) Marcel Bonin (29:55) Bernie Geoffrion (39:25) | 5:3 (3:0, 2:1, 0:2) Spielbericht Stand: 4:1 | Toronto Maple Leafs Bob Pulford (24:27) Frank Mahovlich (52:07) Bert Olmstead (56:19) | Forum de Montréal, Montréal, Québec |

### Stanley-Cup-Sieger
| Stanley-Cup-Sieger Canadiens de Montréal | Torhüter: Charlie Hodge, Jacques Plante Verteidiger: Ian Cushenan, Doug Harvey, Bill Hicke, Tom Johnson, Albert Langlois, Jean-Guy Talbot, Bob Turner Angreifer: Ralph Backstrom, Jean Béliveau, Marcel Bonin, Bernie Geoffrion, Phil Goyette, Don Marshall, Ab McDonald, Dickie Moore, Ken Mosdell, André Pronovost, Claude Provost, Henri Richard, Maurice Richard (C) Cheftrainer: Toe Blake General Manager: Frank J. Selke |

## Beste Scorer
Abkürzungen: GP = Spiele, G = Tore, A = Assists, Pts = Punkte, PIM = Strafminuten; Fett: Bestwert
| Spieler          | Team     | GP | G  | A  | Pts | PIM |
| ---------------- | -------- | -- | -- | -- | --- | --- |
| Dickie Moore     | Montréal | 11 | 5  | 12 | 17  | 8   |
| Marcel Bonin     | Montréal | 11 | 10 | 5  | 15  | 4   |
| Gerry Ehman      | Toronto  | 12 | 6  | 7  | 13  | 8   |
| Bernie Geoffrion | Montréal | 11 | 5  | 8  | 13  | 10  |
| Doug Harvey      | Montréal | 11 | 1  | 11 | 12  | 22  |
| Frank Mahovlich  | Toronto  | 12 | 6  | 5  | 11  | 18  |
| Henri Richard    | Montréal | 11 | 3  | 8  | 11  | 13  |
| Billy Harris     | Toronto  | 12 | 3  | 6  | 9   | 16  |
| Claude Provost   | Montréal | 11 | 6  | 2  | 8   | 2   |
| Bob Pulford      | Toronto  | 12 | 4  | 4  | 8   | 8   |

## Beste Torhüter
Die kombinierte Tabelle zeigt die jeweils drei besten Torhüter in den Kategorien Gegentorschnitt und Fangquote sowie die jeweils Führenden in den Kategorien Shutouts und Siege.
Abkürzungen: GP = Spiele, Min = Eiszeit (in Minuten), W = Siege, L = Niederlagen, GA = Gegentore, SO = Shutouts, Sv% = gehaltene Schüsse (in %), GAA = Gegentorschnitt; Fett: Bestwert; Sortiert nach Gegentorschnitt.
Erfasst werden nur Torhüter mit 120 absolvierten Spielminuten.
| Spieler        | Team     | GP | Min    | W | L | GA | SO | Sv%  | GAA  |
| -------------- | -------- | -- | ------ | - | - | -- | -- | ---- | ---- |
| Jacques Plante | Montréal | 11 | 668:46 | 8 | 3 | 26 | 0  | 90,8 | 2,33 |
| Harry Lumley   | Boston   | 7  | 436:23 | 3 | 4 | 20 | 0  | 90,6 | 2,75 |
| Johnny Bower   | Toronto  | 12 | 746:29 | 5 | 7 | 38 | 0  | 89,7 | 3,05 |

Die Playoffs 1959 waren die einzigen der NHL-Historie, in denen keinem Torhüter ein Shutout gelang.